# Gürpınar, Çivril
Gürpınar là một thị trấn thuộc huyện Çivril, tỉnh Denizli, Thổ Nhĩ Kỳ. Dân số thời điểm năm 2010 là 3.901 người.